# Hinterhermsdorf
Hinterhermsdorf ist ein Ortsteil der Stadt Sebnitz im Landkreis Sächsische Schweiz-Osterzgebirge in Sachsen, direkt an der Grenze zu Tschechien, mit rund 570 Einwohnern.

## Geografie

### Lage
Hinterhermsdorf befindet sich am östlichen Rande der Sächsischen Schweiz, in einer Grenzregion zur Tschechischen Republik. Der Ort ist ein sehr beliebtes Touristenziel aufgrund seiner unmittelbaren Nähe zu den beiden Nationalparks Sächsische und Böhmische Schweiz sowie seiner zahlreichen Ausflugsmöglichkeiten.
Hinterhermsdorf war bis 2012 einer der wenigen Ortsteile in Sachsen, die keine gemeinsame Grenze mit dem Kerngebiet der Gemeinde haben, zu der sie gehören. Zwischen Hinterhermsdorf und dem restlichen Sebnitzer Stadtgebiet lagen Ortsteile der Gemeinde Kirnitzschtal.

### Verkehr
Hinterhermsdorf ist nur über eine Straße mit dem öffentlichen Straßennetz verbunden. Durch den Ort führt eine kreisförmig angelegte Einbahnstraße. Des Weiteren verfügt Hinterhermsdorf über Busverbindungen nach Dresden und Sebnitz. Über die Grenze nach Tschechien führen drei Rad- und Wanderwege, einer über das Kirnitzschtal nach Zadní Jetřichovice (Hinterdittersbach), ein weiterer bei Zadní Doubice (Hinterdaubitz) über das Kyjovské údolí (Khaatal) nach Krásná Lípa (Schönlinde) und schließlich einer den Weifberg nach Mikulášovice (Nixdorf).

## Geschichte

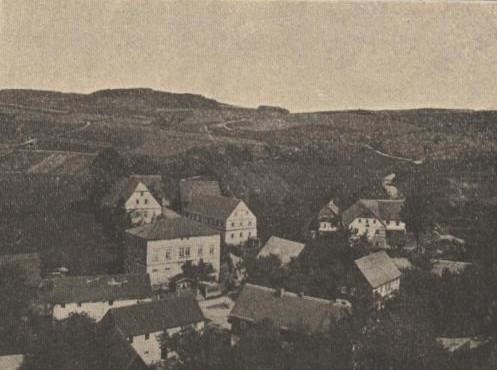
Ansicht um 1900

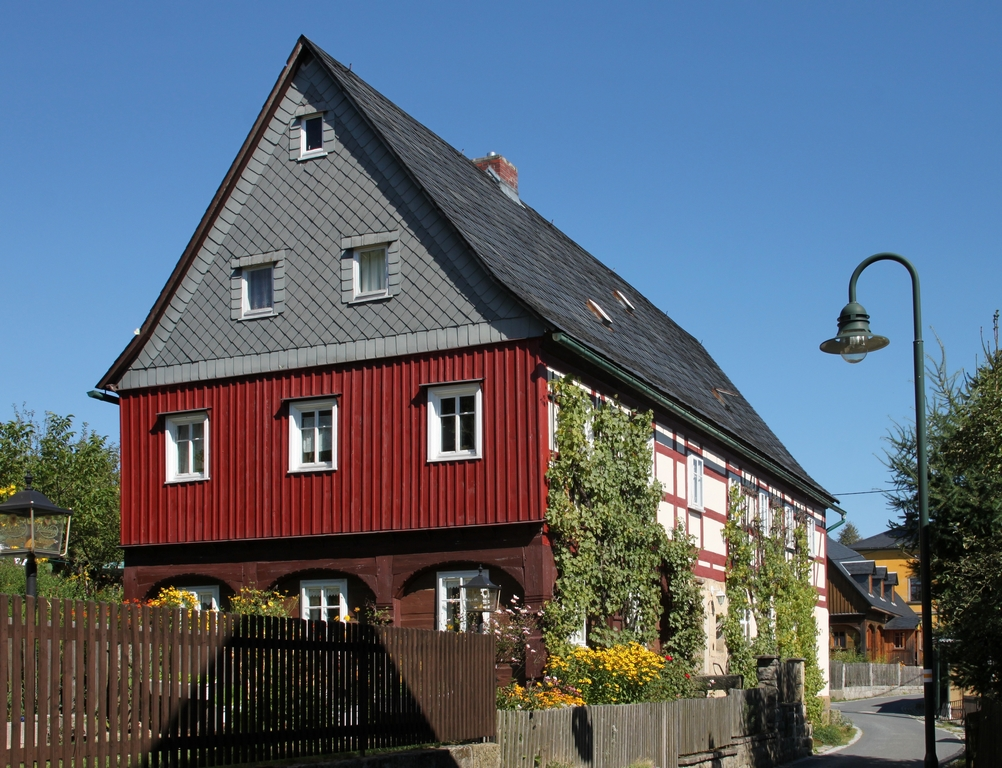
Blick auf das sogenannte „Hessesche Haus“ (erbaut 1804). Die bauliche Erscheinung von Hinterhermsdorf wird durch zahlreiche Umgebindehäuser geprägt, von denen ein Großteil nach 1990 saniert wurde.

Hinterhermsdorf wurde 1445 als Hermannstorff erstmals urkundlich erwähnt. Der Dorfgründer hieß Hermann und hatte das Erbgericht zum Lehen. Ursprünglich lebte das Dorf fast ausschließlich von der Holzwirtschaft und dem Transport des geschlagenen Holzes in Richtung Bad Schandau, Dresden und Meißen. Davon zeugen noch heute die Obere Schleuse sowie die Niedere Schleuse entlang des Flusses Kirnitzsch, die mit ihrem Tal östlich sowie südlich am Ort vorbeiführt und die Grenze zu Tschechien markiert. Beide Schleusen sind heute nicht mehr in Betrieb und technische Denkmäler, wobei sich auf der Oberen Schleuse die Tradition einer Kahnfahrt auf einem künstlich aufgestauten See erhalten hat.
Neben zahlreichen regionstypischen Umgebindehäusern weist Hinterhermsdorf noch weitere Merkmale alter Siedlungsstrukturen auf. So befindet sich im Zentrum das Erbgericht, der frühere Hauptsitz des Lehnsherren, dem neben der größten Hufe (zugeteilte Landfläche) und der Gerichtsbarkeit auch das Brau- und Schankrecht zustand, wovon bis heute eine Gastwirtschaft am Platze zeugt.
Die Gemeinde wurde am 1. Oktober 1998 in die Große Kreisstadt Sebnitz eingemeindet.
Im Jahr 2001 erhielt Hinterhermsdorf eine Goldmedaille im Bundeswettbewerb „Unser Dorf hat Zukunft“ (früher „Unser Dorf soll schöner werden“), nachdem es bereits zuvor zum schönsten Dorf Sachsens gekürt worden war.

## Sehenswürdigkeiten

### Das Tal der Kirnitzsch und die Obere Schleuse

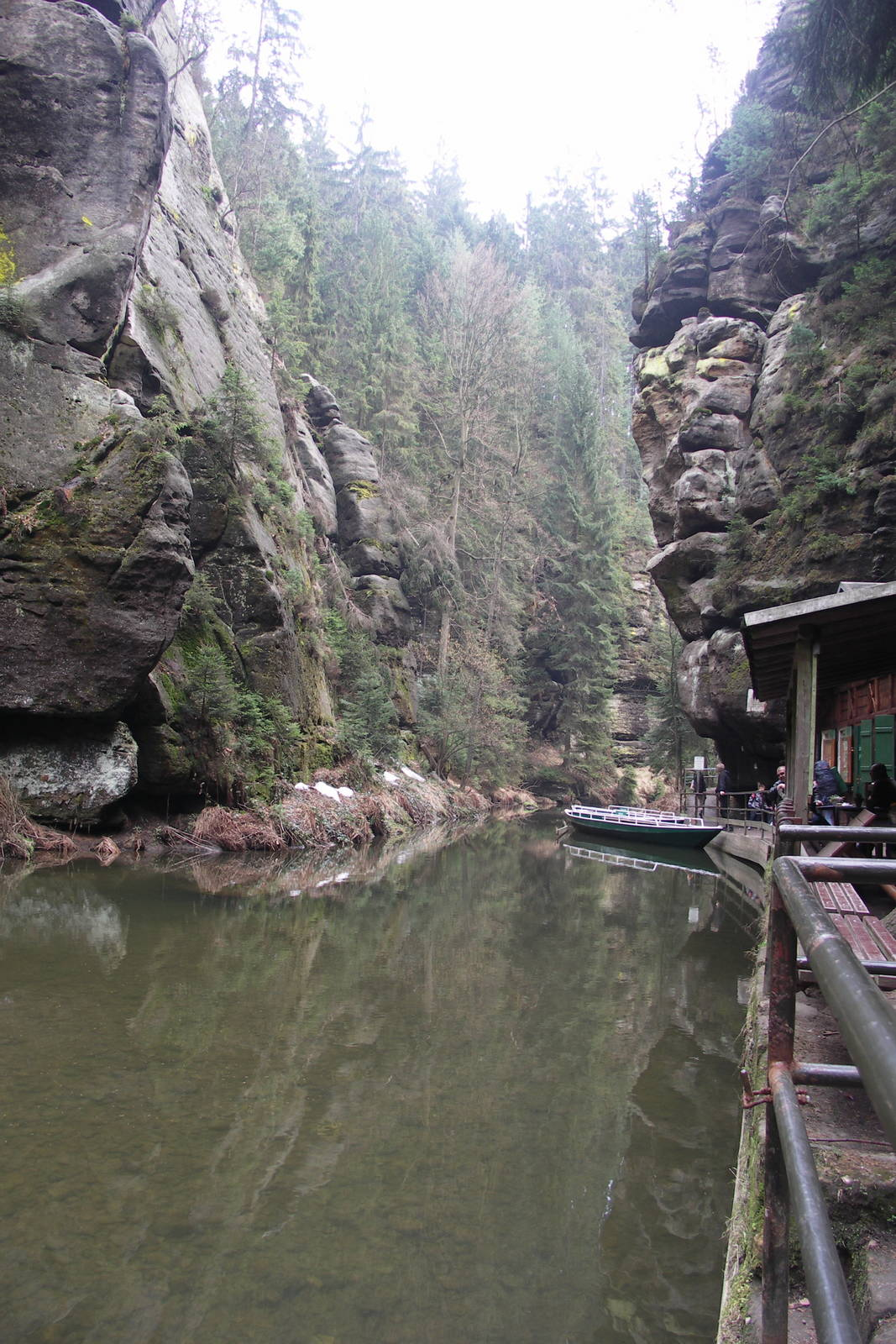
Kahnstation an der Oberen Schleuse

Der Fluss Kirnitzsch bildet nahe Hinterhermsdorf den Grenzfluss zu Tschechien. Die Kirnitzschklamm verläuft durch die Kernzone des Nationalpark Sächsische Schweiz, in der sich auch die Obere Schleuse befindet. Die Obere Schleuse ist eine historische Stauanlage, die auf das 16. Jahrhundert zurückgeht und staut das Wasser auf einer Länge von 700 Meter. Sie war ursprünglich eine Anlage zur Holzflößerei. Auf dem Stausee werden heute in den Sommermonaten Kahnfahrten angeboten. 2009 zählten die Kahnfahrten nahezu 55.000 Besucher.
Die obere Bootsstation an der aufgestauten Kirnitzsch in Hinterhermsdorf war im Herbst 1984 Drehort für Szenen zur Polizeiruf-110-Folge „Ein Schritt zu weit“ des DDR-Fernsehens – unter anderem mit den Schauspielern Jürgen Frohriep und Friedhelm Eberle. Weitere Drehorte waren Rathen und Stolpen.

### Der Weifbergturm

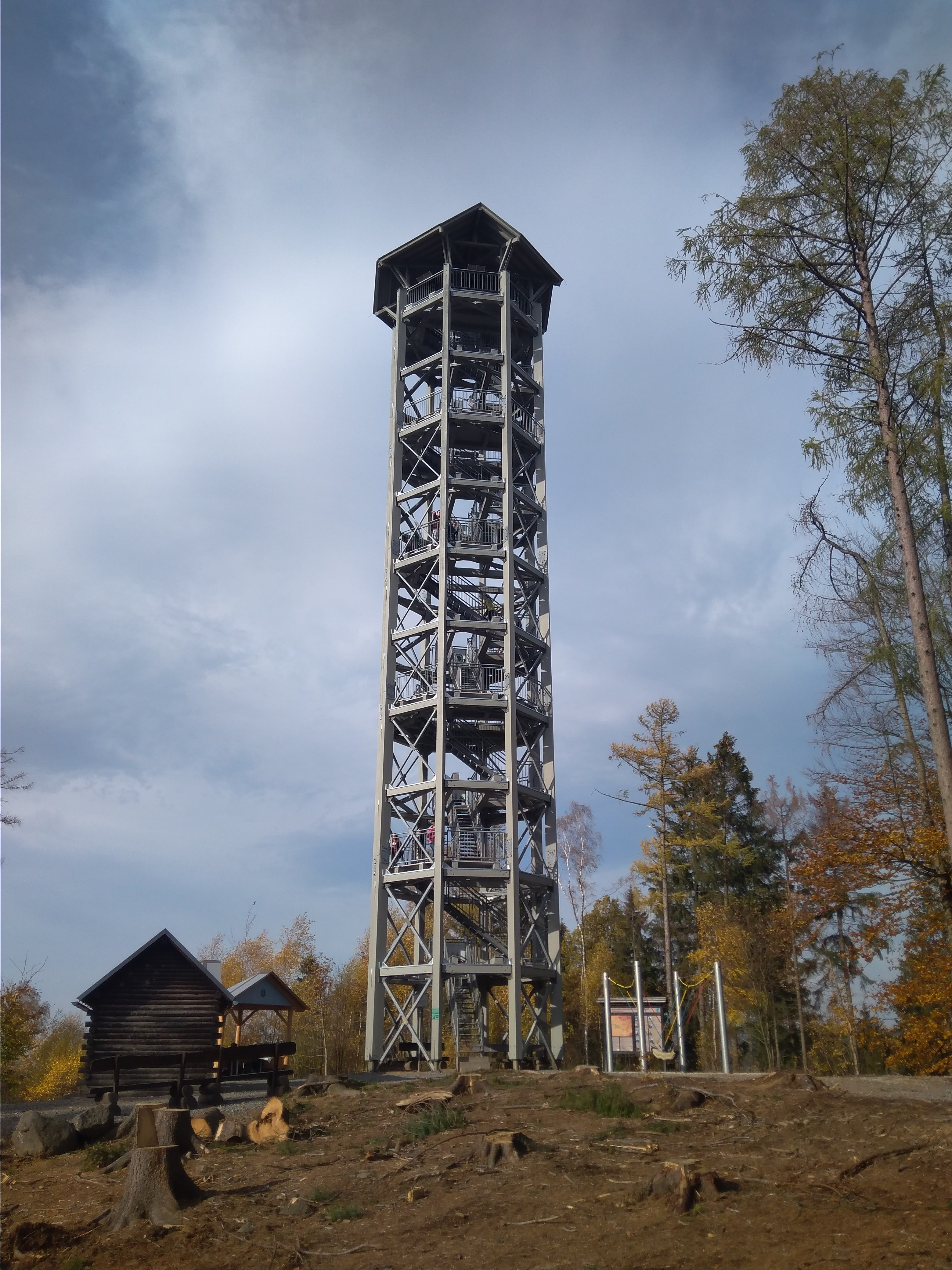
Aussichtsturm auf dem Weifberg bei Hinterhermsdorf

Auf dem Weifberg im Norden des Ortes steht seit dem Jahr 2000 der Weifbergturm. Sein Grundgerüst besteht komplett aus Holz, das durch Stahlfachwerkträger verstärkt ist, um den Turm sturmsicher zu machen. Von seiner Spitze bietet sich eine schöne Aussicht über die gesamte östliche Sächsische Schweiz und weiter nach Tschechien.

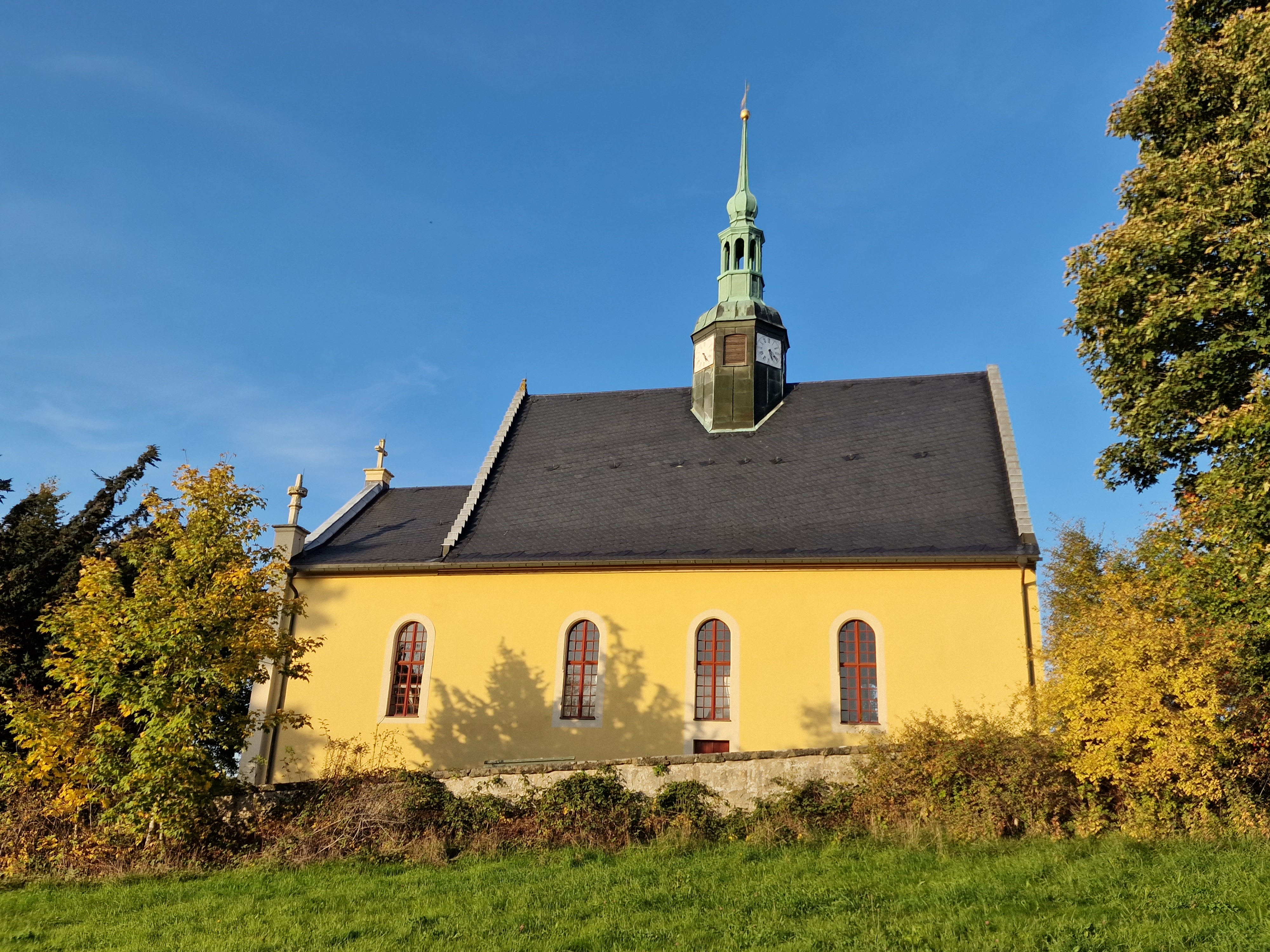
Engelkirche

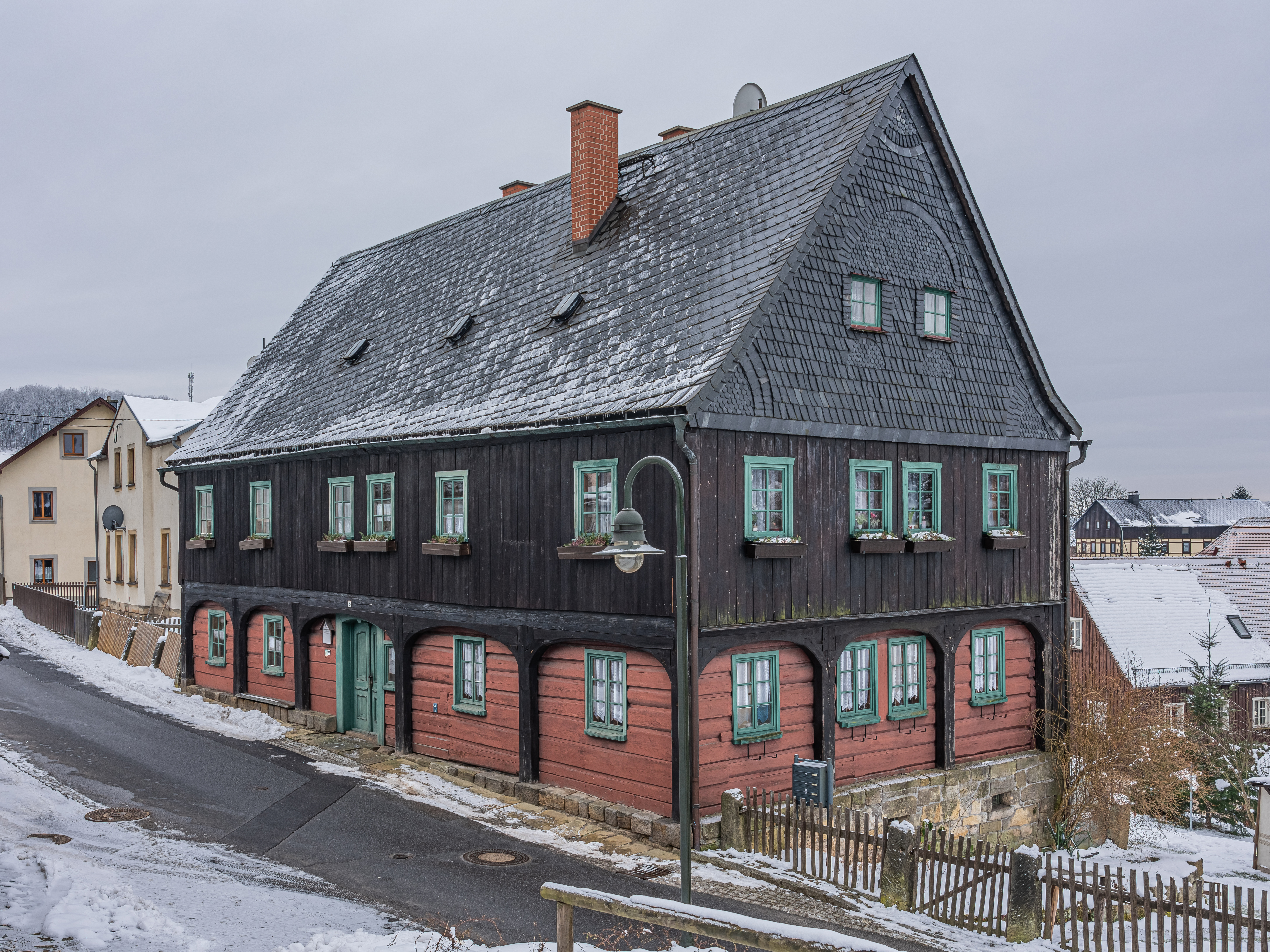
Heimatmuseum Hinterhermsdorf

### Die Waldhusche
Die 2002 eröffnete Waldhusche soll Kinder auf spielerische Art an das Thema Wald heranführen. Auf vier verschiedenen Schauwegen und 40 Stationen in einem
südlich von Hinterhermsdorf gelegenen Waldgebiet erfolgen neben Aufklärungen und Informationen zu den Themen Wald- und Forstwirtschaft auch Erläuterung zur Bedeutung der natürlichen Prozesse in einem Wald.

### Die Engelkirche
Die Engelkirche wurde 1690 errichtet und trägt ihren ungewöhnlichen Namen durch einen barocken Taufengel. Sehenswert ist zudem der ebenfalls barocke Flügelaltar. Die Kirche steht heute unter Denkmalschutz.

### Weitere Sehenswürdigkeiten

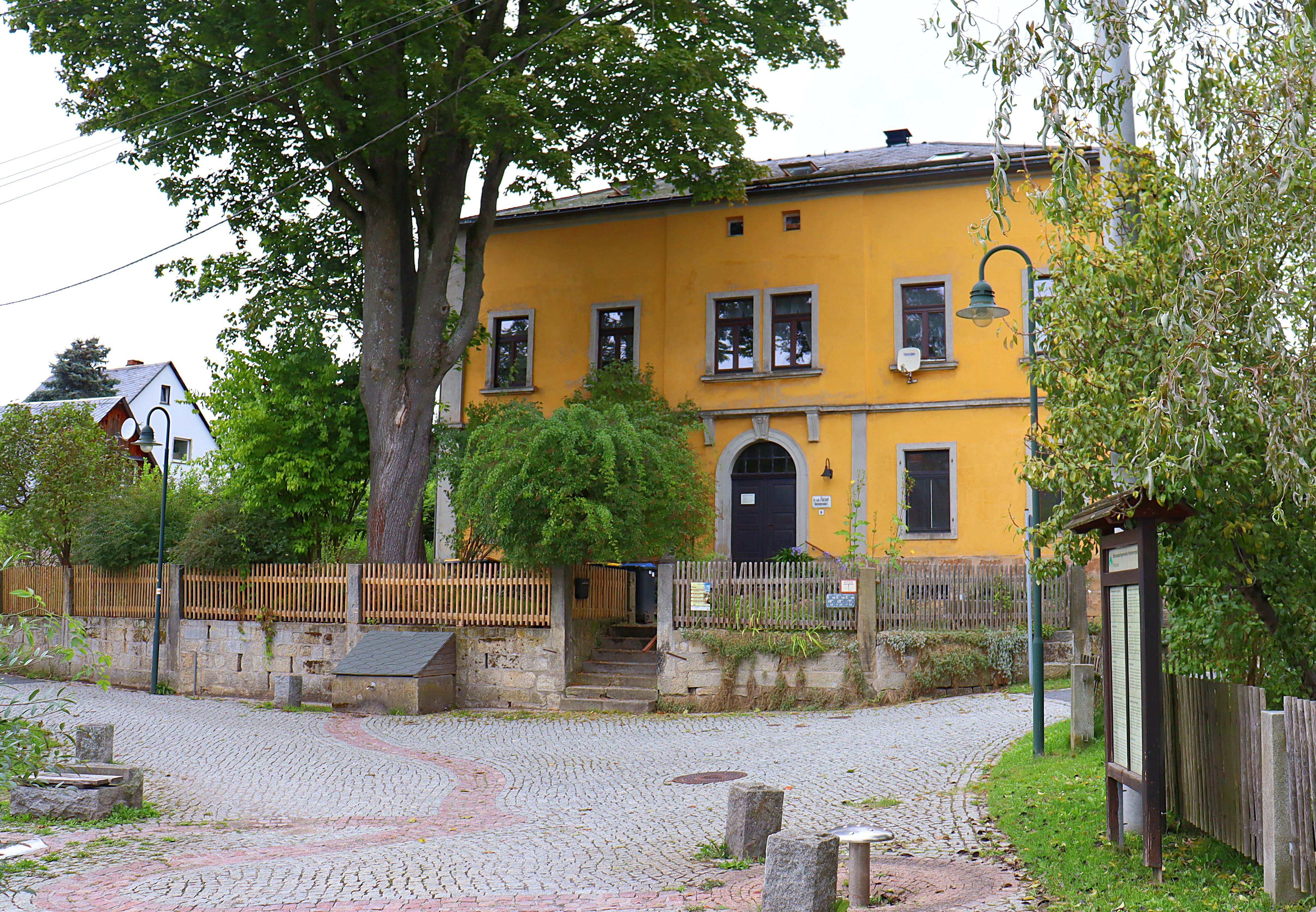
Das Pfarrhaus

- Das PfarrhausHeimatmuseum „Waldarbeiterstube“

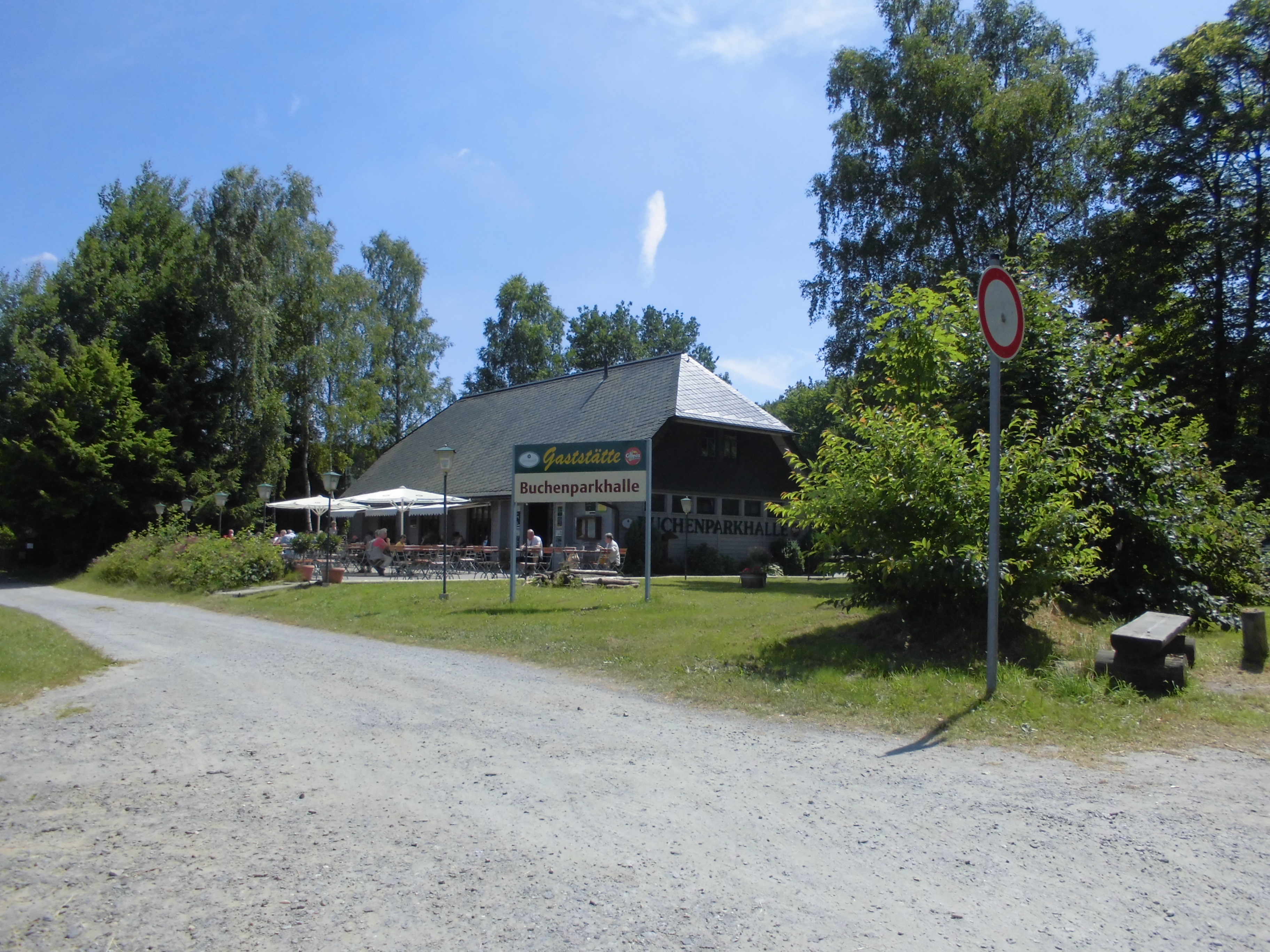
Die Buchenparkhalle

- Die BuchenparkhalleAussichtspunkte in der Umgebung (Königsplatz, Großes und Kleines Pohlshorn, Arnstein etc.): Der Aussichtspunkt Königsplatz (437 m) verdankt seinen Namen dem sächsischen König Friedrich August II. (Sachsen), welcher dort verweilte. Er wurde 1836 vom damaligen Revierförster Voigt erschlossen.
- Buchenparkhalle mit Panoramablick auf Hinterhermsdorf und den Weifberg
- Das denkmalgeschützte Pfarrhaus, erbaut in der 2. Hälfte des 19. Jh., Oberdorfweg 9

## Gedenkstätten
- Drei Gedenktafeln am Ortseingang, gegenüber der Richter-Schmiede und am Mönchstein-Felsen wurden zur Erinnerung an 600 KZ-Häftlinge eines Todesmarsches aus dem KZ-Außenlager Schwarzheide des KZ Sachsenhausen im April 1945 aufgestellt. Acht Häftlinge wurden in der Nähe des Ortes durch SS-Männer ermordet: Paul Fischer, Wilhelm Slatin, Herbert Altschul, Friedrich Kaumann, Erwin Teichner, Kurt Altschul, der Pole Matejsky und ein Franzose.

## In Hinterhermsdorf geborene Persönlichkeiten
- Gunter Jacob (* 6. 1947 ) Maler, Zeichner und Grafiker